# Marcel Freeman
Pour les articles homonymes, voir Freeman.
Marcel Freeman, né le 30 mars 1960 à Port Washington, est un joueur de tennis américain, professionnel de 1979 à 1989. Il s'est notamment illustré en double où il a remporté un titre à Nancy en 1985. Sa meilleure performance en simple est une demi-finale à Brisbane en 1988.

## Palmarès

### Titre en double (1)
| No | Date       | Nom et lieu du tournoi | Catégorie | Dotation | Surface    | Partenaire    | Finalistes                       | Score    |  |
| -- | ---------- | ---------------------- | --------- | -------- | ---------- | ------------- | -------------------------------- | -------- |  |
| 1  | 18-03-1985 | Open de Lorraine Nancy |           | 80 000 $ | Dur (int.) | Rodney Harmon | Jaroslav Navrátil Jonas Svensson | 6-4, 7-6 |  |

### Finales en double (2)
| No | Date       | Nom et lieu du tournoi         | Catégorie | Dotation | Surface      | Vainqueurs                         | Partenaire    | Score         |  |
| -- | ---------- | ------------------------------ | --------- | -------- | ------------ | ---------------------------------- | ------------- | ------------- |  |
| 1  | 02-04-1984 | Tournoi de tennis de Bari Bari |           | 75 000 $ | Terre (ext.) | Stanislav Birner Libor Pimek       | Tim Wilkison  | 2-6, 7-6, 6-4 |  |
| 2  | 15-04-1985 | Tournoi de tennis de Bari Bari |           | 80 000 $ | Terre (ext.) | Alejandro Ganzábal Claudio Panatta | Laurie Warder | 6-4, 6-2      |  |